# Hand County
Hand County är ett administrativt område i delstaten South Dakota, USA. År 2010 hade countyt 3 431 invånare. Den administrativa huvudorten (county seat) är Miller. 

## Geografi
Enligt United States Census Bureau så har countyt en total area på 3 730 km². 3 721 km² av den arean är land och 9 km² är vatten. 

### Angränsande countyn
- Faulk County, South Dakota - nord
- Spink County, South Dakota - nordost
- Beadle County, South Dakota - öst
- Jerauld County, South Dakota - sydost
- Buffalo County, South Dakota - sydväst
- Hyde County, South Dakota - väst